# Francisco Sionil José
Œuvres principales
Saga Rosales (5 vol.)
Francisco Sionil José né le 3 décembre 1924 et mort le 6 janvier 2022, est un poète, romancier et journaliste philippin de langue anglaise. Son œuvre, dont la série de romans Saga Rosales (en) est la plus connue, explore sous une forme romancée l'histoire philippine depuis la colonisation, et s'intéresse particulièrement aux injustices sociales.

## Biographie
Francisco Sionil José est le fils d'un pasteur et d'une couturière, appartenant à l'ethnie des Ilocanos. Sa famille a été dépouillée de ses terres par des grands propriétaires, puis fut contrainte de migrer dans différentes régions du pays. Il fait ses études à l'université de Santo Tomas et devient ensuite journaliste à Manille. Il écrit de nombreuses nouvelles et romans qui décrivent la vie des Philippins, dont la saga Rosales qui couvre plus d'un siècle d'histoire des Philippines. Il ouvre en 1965 la librairie Solidaridad et une maison d'édition, qui abrite le premier siège du PEN Club philippin.
Francisco Sionil José meurt le 6 janvier 2022 à l'âge de 97 ans, dans le Makati Medical Center (en), dans la banlieue de Manille, la veille d'une angioplastie.

## Saga Rosales
Cette série historico-romanesque en cinq tomes raconte l'histoire d'une famille, depuis la période coloniale jusqu'à la période contemporaine. Elle est traduite en français : Po-on (2001), À l’ombre du Balete (2002), Mon frère mon bourreau (2003), les Prétendants (2005) et Jose Samson (2007)

## Hommages et distinctions
- 1980 : prix Ramon-Magsaysay
- 1992 : Docteur honoris causa de l'université de Manille
- 2000 : Chevalier des Arts et des Lettres[2]
- 2003 : Artiste national des Philippines
- 2004 : prix Pablo Neruda pour la poésie[2]

Plusieurs volumes de la Saga Rosales (en) sont distingués.

## Œuvres

### Romans de la sérieRosales
- Po-on (1984)  (ISBN 2213606447)
- Les prétendants (The Pretenders) (1962)  (ISBN 2213620024)
- Mon frère, mon bourreau  (My Brother, My Executioner) (1973)  (ISBN 221361444X)
- (en) Mass (décembre 1974)  (ISBN 0868615722)
- À l'ombre du balete  (Tree) (1978)  (ISBN 2213611424)

### Autres nouvelles
- (en) Gagamba (The Spider Man) (1991)  (ISBN 9715361056) (OCLC 25001782)
- Viajero (1993)  (ISBN 2741301905)
- (en) Sin (1994)  (ISBN 0517284464)
- (en) Ben Singkol (2001)  (ISBN 9718845321)
- (en) Ermita  (ISBN 9718845127)
- (en) Vibora! (2007)
- (en) Sherds (2008)
- (en) Muse and Balikbayan: Two Plays (2008)
- (en) Short Stories (with Introduction and Teaching Guide by Thelma B. Kintanar) (2008)

### Recueil de nouvelles
- Le dieu volé  (The God Stealer and Other Short Stories) (2001)  (ISBN 2741301867)
- (en) Puppy Love and Other Short Stories (1998)  (ISBN 9718845267 et 978-9718845264)
- (en) Olvidon and Other Stories (1988)  (ISBN 9718845186)
- (en) Platinum: Ten Filipino Stories (1983)  (ISBN 9718845224) (now out of print, its stories are added to the new version of Olvidon and Other Stories)
- (en) Waywaya: Eleven Filipino Short Stories (1980)  (ISBN 999228840X)
- (en) Asian PEN Anthology (dir.) (1966)
- (en) Short Story International (SSI): Tales by the World's Great Contemporary Writers (coauteur, 1989)  (ISBN 1555730426)

### Essais
- (en) In Search of the Word (De La Salle University Press, March 15, 1998)  (ISBN 9715552641 et 978-9715552646)
- (en) We Filipinos: Our Moral Malaise, Our Heroic Heritage
- (en) Soba, Senbei and Shibuya: A Memoir of Post-War Japan  (ISBN 9718845313 et 978-9718845318)
- (en) Heroes in the Attic, Termites in the Sala: Why We are Poor (2005)
- (en) This I Believe: Gleanings from a Life in Literature (2006)
- (en) Literature and Liberation (coauteur) (1988)